# Eine verhängnisvolle Erfindung
Eine verhängnisvolle Erfindung ist eine US-amerikanische Filmkomödie aus dem Jahr 1988.

## Handlung
Danny O’Neil geht auf die Wertman High School, wo er Mrs. Noble als neue Klassenlehrerin erhält. Er verliebt sich sofort in sie und muss daraufhin entsetzt feststellen, dass sie den unbeliebten Sportlehrer Mr. Kelton heiraten will. Und nachdem er dies trotz einiger Versuche nicht verhindern kann, stellt Danny fest, dass er als Kind nicht ernst genommen werden kann, weswegen ihm nur sein wissenschaftsverrückter Freund Lloyd helfen kann. Lloyd hat eine Maschine gebaut, mit der er Obst und Gemüse wachsen lassen kann, um die Hungerprobleme auf der Welt zu lösen. Und als diese funktioniert, nutzt Danny sie bei sich selbst aus, um älter zu werden.
Da Danny weiterhin Mrs. Nobles bevorstehende Ehe verhindern will, macht er sich auf dem Weg zur Schule und wird prompt für den neuen Direktor Harold Forndexter gehalten wird. Also nimmt Danny diese Identität an und verändert einiges an der Schule, um nicht nur bei den Schülern beliebt zu werden, bei Mrs. Noble Eindruck zu machen, sondern auch um Mr. Kelton zu drangsalieren. Seine ungewöhnlichen Methoden und seine optimistische, freundliche und offenherzige Art ermöglicht es ihm auch, Mrs. Noble zum Essen einzuladen, was sie auch dankend annimmt. Und trotz einiger Peinlichkeiten, die Danny als 14-Jähriger einfach noch nicht verstehen kann, finden sich beide sehr schnell sehr sympathisch und kommen sich auch näher. Dies wiederum verärgert ihren Verlobten Mr. Kelton, der in größter Eifersucht auch noch die Verlobung mit Mrs. Noble riskiert.
Also durchsucht Mr. Kelton das Büro des Direktors und entdeckt in einer Akte, dass Danny nicht Mr. Forndexter ist und verständigt die Polizei. Währenddessen beichtet Mrs. Noble Danny, dass sie ihre Verlobung aufgelöst hat, weswegen sich Danny nun beruhigt zurückverwandeln kann. Allerdings muss er vorerst vor der Polizei flüchten, die Mr. Kelton alarmierte. Sie fliehen also zu Lloyds Schuppen, wo dessen Maschine steht und sich Danny zurückverwandeln kann. Dies wird allerdings von Mrs. Noble beobachtet, die sich ebenfalls jünger machen lässt, um am Tag als neue Schülerin der Wertman High School Danny zu überraschen. Und auch Lloyd hat seine Maschine genutzt, nur ließ er sich altern und ist der neue Klassenlehrer von Danny.

## Kritiken
„Märchenhafte Disney-Komödie um den beliebten Topos der Gestalts- und Altersveränderung, recht flott und ansprechend in Szene gesetzt.“

„Ein Pennäler-Traum wird zu einer lieben und netten Komödie verarbeitet – frei von Klamauk, aber auch von Tiefgang.“

## Veröffentlichung
Eine verhängnisvolle Erfindung wurde ursprünglich als Fernsehzweiteiler von Disney für den US-amerikanischen Fernsehsender ABC produziert. Der erste Teil lief unter dem Programm Disney Sunday Movie am 6. März 1988 und der zweite Teil am 13. März 1988. In Deutschland wurde er noch im selben Jahr am 22. November 1988 auf VHS veröffentlicht und lief erstmals am 30. Januar 1994 auf RTL im Fernsehen.